# Тивъртън
Тивъртън (на английски: Tiverton) е град в източната част на област Девън, Югозападна Англия. Той е административен и стопански център на община Среден Девън. Населението на града към 2001 година е 16 772 жители.

## География
Тивъртън е разположен по поречието на река Екс на около 19 километра северно от главния град на областта – Ексетър и на около 255 километра югозападно от Лондон.
На 7 километра в източна посока от града преминава Магистрала М5, свързваща югозападната част на страната с Бристъл, а от там и с останалата магистрална мрежа.